# Thomas Rupprath
Thomas Rupprath (Neuss, 16 de março de 1977) é um nadador alemão.
Um especialista no nado de costas e borboleta, especialmente nas piscinas de 25 metros(semi-olímpicas), onde já deteve o recorde mundial dos 50 metros costas com um tempo de 23s27, em 31 de Novembro de 2002. Este foi quebrado por Robert Hurley da Austrália, em 26 de Outubro de 2008. Ele também deteve o recorde dos 50 metros costas em piscina olímpica(50 m) entre 7 de Julho de 2003 e 2 de abril de 2008 com o tempo de 24s80. Fazendo 54s16 nos 100 m costas Thomas Rupprath conseguiu qualificar-se para os Jogos Olímpicos de Pequim 2008.